# Yuba City
Yuba City är en stad (city) i Sutter County, i delstaten Kalifornien, USA. Enligt United States Census Bureau har staden en folkmängd på 65 050 invånare (2011) och en landarea på 37,8 km². Yuba City är huvudort i Sutter County.